# Piller (Unternehmen)
Die Piller Group GmbH ist ein Unternehmen mit Sitz in Osterode am Harz und ist im Bereich der unterbrechungsfreien Stromversorgung weltweit tätig. Der Umsatz liegt bei ca. 210 Mio. Euro. Das Unternehmen hat weltweit über 800 Mitarbeiter, davon 550 in Deutschland.

## Geschichte vor 1945
1909 wurde die Firma von Anton Piller (* 1. Januar 1878 in Wien; † 1. April 1954 in Osterode am Harz) in Hamburg (Deutschland) gegründet. Anfangs produzierte Piller Orgel- und Schmiedegebläse. Im August 1919 erfolgte der Standortwechsel nach Osterode am Harz und der Beginn mit 18 Mitarbeitern, 1927 waren es 65 Mitarbeiter. 1939 wurde ein weiteres Werk in Moringen eröffnet. Zur Produktion gehörten Ventilatoren, Elektromotoren und Generatoren und das Unternehmen exportierte diese weltweit. Während des Zweiten Weltkriegs waren unter der NS-Herrschaft im Piller-Werk in Osterode rund 905 ausländische Arbeiter im firmeneigenen Lager untergebracht – ab 1942 bis zu 513 Zwangsarbeiter überwiegend aus der Sowjetunion, Frankreich, den Niederlanden und Polen. Die Stadt Osterode und die Firma Piller waren zudem ab 1941 Träger eines Zivilarbeiterlagers (ZiAL) von bis zu 223 „Ostarbeitern“ und Polen sowie Kriegsgefangenen. Als Rüstungsbetrieb wurden Elektromotoren und Belüftungsgeräte für U-Boote und Panzer produziert. Im September 1944 waren rund 1900 Mitarbeiter, überwiegend Fremdarbeiter, beschäftigt.

## Geschichte nach 1945
1954 übernahm der Sohn des Firmengründers, Hans Piller (bis Kriegsende Wehrwirtschaftsführer in der Region), die Leitung der Firma. 1962 waren rund 1000 Mitarbeiter bei der Anton Piller K.G. beschäftigt. Im gleichen Jahr wurde zur Herstellung von ABC-Schutzluftanlagen in Duderstadt ein Werk angemietet. 1972 war Piller auch Rüstungszulieferer für U-Boote und installierte erste Systeme von Frequenzumformern und Gleichstromantrieben, ab 2003 beispielsweise auch Generatoren für die U-Boot-Klasse 212 A und ab 1975 auch Drehstrom-Synchronmaschinen für U-Boote. 1976 wurde mit der Piller UK Ltd. eine Tochtergesellschaft in Großbritannien eröffnet. 1983 wurde Hans-Anton Piller, der Sohn von Hans Piller, Mitglied der Geschäftsführung. 1986 wurde in Frankreich eine weitere Tochtergesellschaft eröffnet. Piller liefert auch die Bodenstromversorgungssysteme für das AWACS-System. Von 1988 bis 1990 folgten weitere Gründungen von Tochtergesellschaften in Australien und in den USA.
1993 erfolgte die Umfirmierung in Piller GmbH und die Kooperation mit der Lahmeyer AG für Energiewirtschaft mit Sitz in Bad Homburg. 1997 vereinigte sich die Lahmeyer AG mit der RWE-Tochter Rheinelektra und firmierte wieder als Lahmeyer AG mit Sitz in Frankfurt am Main. Durch den Zusammenschluss übernahm der RWE-Konzern die Mehrheit an dem Unternehmen Piller. Ab 1996 wurde die Produktion von Industrieventilatoren aufgegeben.
2001 wurde der Standort auf Bilshausen erweitert. Zudem gründete das Unternehmen weitere Tochtergesellschaften in Europa und Asien. Piller gehört seit 2005 zu 100 Prozent der britischen Langley Holdings. 2016 übernahm Piller die Active Power Inc.
Der Standort Moringen mit der Piller Blowers & Compressors GmbH, bis 2013 als Piller Industrieventilatoren GmbH auftretend, ist seit 1996 ein eigenständiges Unternehmen und gehört nicht mehr zum Firmenportfolio der Piller Group GmbH.